# Mikołaj Bùi Đức Thể
Św. Mikołaj Bùi Đức Thể (wiet. Nicôla Bùi Đức Thể) (ur. ok. 1792 r. w Kiên Trung, prowincja Nam Định w Wietnamie – zm. 13 czerwca 1839 r. w Thừa Thiên w Wietnamie) – męczennik, święty Kościoła katolickiego. 
Dokładna data urodzenia Mikołaja Bùi Đức Thể nie jest znana. Przez ok. 1 miesiąc Mikołaj Bùi Đức Thể był żołnierzem. Zgodnie ze spisem z 1838 r. wykonanym na rozkaz króla Wietnamu w prowincji Nam Định 500 żołnierzy było chrześcijanami. Władzom się to nie podobało i torturami próbowano zmusić ich do wyparcia się wiary. W części przypadków metoda ta była skuteczna. Ostatecznie zostało tylko trzech żołnierzy, którzy nie podeptali krzyża: Mikołaj Bùi Đức Thể, Augustyn Phan Viết Huy i Dominik Đinh Đạt. Mikołaj Bùi Đức Thể został stracony razem z Augustynem Phan Viết Huy 13 czerwca 1839.
Dzień wspomnienia: 24 listopada w grupie 117 męczenników wietnamskich.
Beatyfikowany 27 maja 1900 r. przez Leona XIII, kanonizowany przez Jana Pawła II 19 czerwca 1988 r. w grupie 117 męczenników wietnamskich.